# Orly Castel-Bloom
Orly Castel-Bloom (in ebraico אורלי קסטל-בלום‎?; Tel Aviv, 26 novembre 1960) è una scrittrice israeliana.

## Biografia
Nata a Tel Aviv nel 1960 da genitori originari dell'Egitto, ha studiato cinematografia all'Università di Tel Aviv e all'Istituto Beit Zvi.
Ha esordito nella narrativa nel 1987 con la raccolta di racconti Lo Rachok Mi-Merkaz Ha-Ir e successivamente ha dato alle stampe 7 romanzi, un libro per ragazzi e altre 5 collezioni di short stories.
Insegnante di scrittura creativa all'Università di Tel Aviv, i suoi libri sono stati tradotti in 11 lingue.
Tra le esponenti più significative della letteratura postmodernista israeliana, nel corso della sua carriera ha ricevuto numerosi riconoscimenti letterari.

## Opere (parziale)

### Raccolte di racconti
- Lo Rachok Mi-Merkaz Ha-Ir (1987)
- Sviva Oyenet (1989)
- Sipurim Bilti-Retzoniyim (1993)
- Radikalim Chofshiyim (2000)
- Im Orez Lo Mitvakchim: Mivchar Sipurim 1987-2004 (2004)
- Chayei Choref (2010)

### Romanzi
- Heichan Ani Nimtzet (1990)
- Dolly City (1992), Viterbo, Stampa alternativa/Nuovi equilibri, 2008 traduzione di Elena Loewenthal ISBN 978-88-6222-028-6.
- Ha-Mina Lisa (1995)
- Ha-Sefer He-Chadash Shel (1998)
- Parti umane (Chalakim Enoshiyim, 2002), Roma, edizioni E/O, 2003 traduzione di Ofra Bannet e Raffaella Scardi ISBN 88-7641-533-5.
- Textil (2006), Roma, Atmosphere libri, 2011 traduzione di Raffaella Scardi e Ofra Bannet ISBN 978-88-6564-008-1.
- Romanzo egiziano (Ha-Roman Ha-Mitzri, 2015), Firenze, Giuntina, 2019 traduzione di Shulim Vogelmann ISBN 978-88-8057-809-3.

### Libri per ragazzi
- Di cosa sono fatti i baci? (Shneinu Nitnaheg Yafeh: Sichot Im Bni, 1997), Milano, Mondadori, 2000 traduzione di Elena Loewenthal ISBN 88-04-47585-4.

## Premi e riconoscimenti

### Vincitrice
Premio Sapir
- 2015 con Romanzo egiziano[8]

Premio del Primo Ministro per le opere letterarie ebraiche
- 2001 e 2011[9]